# 쇼켄왕
쇼켄왕(일본어: 尚賢王 상현왕[*]; 1625년 10월 16일 ~ 1647년 10월 19일)은 류큐왕국 제2쇼씨 왕조의 제9대 류큐 국왕(재위: 1641년 ~ 1647년)이자 제15대 류큐 국왕이다.

## 가족
- 아버지: 쇼호왕(尚豊王)
- 어머니: 니시노아지카나시 쇼씨 료게쯔(西之按司加那志 松氏涼月, 아명은 마나베타루가네 真鍋樽金)
- 배우자:
  - 왕비: 타마요리아지카나시 쇼씨 카유(玉寄按司加那志 向氏花囿, 아명은 마카토타루가네 真加戸樽金)
  - 처(妻): 마카베아고모시라레 모씨 세이신(真壁阿護母志良礼 毛氏制心, 아명은 마카토타루가네 真加戸樽金)